# Sten Niklasson

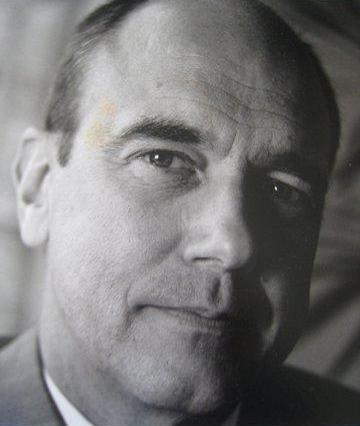
Sten Niklasson.

Sten Folke Niklasson, född 27 december 1939 i Västerviks församling i Kalmar län, är en svensk författare, generaldirektör och företagsledare.

## Biografi
Niklasson avlade efter studier i internationell ekonomi juris kandidatexamen vid Lunds universitet. Efter att ha varit verksam på Sveriges Industriförbund övergick han till det nybildade Industridepartementet och deltog i flera av de grupper som tillsattes för att genomföra Sveriges förhandlingar om medlemskap i EEC, senare EU. Han ansvarade som departementsråd och förhandlingschef för Sveriges avtal om industriellt och tekniskt/vetenskapligt samarbete med en rad utvecklings- och statshandelsländer och var rådgivare åt statsministern i samband med dennes diskussioner med andra regeringschefer. Som chefsförhandlare deltog han i skapandet av OECDs regelverk avseende internationella investeringar samt motsvarande arbete inom Förenta Nationerna. Under åren 1975–1982 var han ordförande i en FN-kommission bestående av 48 medlemsstater med uppgift att förhandla fram en uppförandekod rörande transnationella företag.
Niklasson var under 1980-talet ordförande i den regeringskommitté som utformade förslag avseende Lagen om tillstånd till  förvärv av aktier m.m. samt Lagen om förenklad aktiehantering.. Han var ledamot av styrelserna i Exportkreditnämnden, Arbetsgivarverket, Swedfund, Domänverket, Zenit Shipping, Uddevalla Shipping samt ordförande i Nordiska Satellit AB.
Under perioden 1985–1991 var han generaldirektör och chef för Patent och Registreringsverket, vice ordförande i Europeiska patentorganisationen (EPO), styrelseordförande i EPO:s pensionsreservfond, liksom ordförande i EPO:s Appeals Committee. Under denna tid var han också svensk chefsdelegat i World Intellectual Property Organisation (WIPO) i Genève och hade ett flertal uppdrag för organisationen med syfte att stärka det internationella upphovsrättsliga skyddet
Niklasson utsågs 1991 till verkställande direktör i energi- och petrokemiföretaget Neste Sverige AB. Efter att ha haft samma roll Imatran Voima Energi AB, blev han koncernchef i Fortum Sverige AB. Han har därefter haft en rad styrelseuppdrag i svenskt näringsliv samt i organisationer som Svenska Uppfinnareföreningen Uppfinnarkollegiet och Tekniska museet. Bland hans övriga uppdrag kan nämnas föreläsningar på flera högskolor och universitet inom och utom landet, såsom Institutet för företagsledning (IFL) vid Handelshögskolan i Stockholm , Institut Européen d´Administration des Affaires (INSEAD) i Fontainebleau och Institut National Polytechnique i Toulouse.
Niklasson har under senare år etablerat sig som författare och har, förutom sina böcker, bidragit med ett stort antal essäer i tidskrifter som Neo, Axess, Medusa, Opus, Läkartidningen och Svensk Tidskrift.
Han har förärats ett flertal dekorationer, bl.a. Ordre National du Mérite (Frankrike), Finlands Lejons orden och Orden del Aquila Axteca (Mexico).